# Pašpart hramadzianina N.R.M.
Pašpart hramadzianina N.R.M. (biał. Пашпарт грамадзяніна N.R.M., pol. Paszport obywatela N.R.M.) – trzeci studyjny album białoruskiego zespołu rockowego N.R.M., wydany w grudniu 1998 roku. Płyta nagrana została w prywatnym studiu lidera grupy ULIS, Wiaczasława Korania, mieszczącym się na ostatnim piętrze hotelu Ahat w Mińsku. Album był pierwszą produkcją N.R.M. wydaną nie tylko na kasetach, ale również na płytach CD.

## Lista utworów
Teksty i muzyka autorstwa zespołu (z wyjątkiem utworu 5 – autor słów Michał Aniempadystau).
| Nr  | Tytuł utworu                  | Długość |
| --- | ----------------------------- | ------- |
| 1.  | „Kumba”                       | 4:37    |
| 2.  | „Pavietrany šar”              | 3:04    |
| 3.  | „Tvoj partret”                | 4:22    |
| 4.  | „Ja jedu”                     | 5:38    |
| 5.  | „25, 26, 27”                  | 5:29    |
| 6.  | „Nam usim hamon!”             | 0:29    |
| 7.  | „Pieśni pra kachańnie”        | 4:11    |
| 8.  | „Pieśnia junych padpolščykaŭ” | 5:11    |
| 9.  | „Dobry viečar, dzieŭčynačka”  | 4:04    |
| 10. | „Pakul nie pačniecca vajna”   | 6:06    |
| 11. | „Biełaruski šlach”            | 4:28    |
|     |                               | 47:39   |

## Twórcy
- Lawon Wolski – wokal, gitara
- Pit Paułau – gitara, wokal wspierający (utwory 1, 3, 5, 7, 8)
- Juraś Laukou – gitara basowa, wokal wspierający (utwory 1, 3, 5, 7, 8)
- Aleh Dziemidowicz – perkusja, klawisze (utwór 10), wokal wspierający (utwory 1, 3, 5, 7, 8)
- Wiaczasłau Korań – realizacja nagrań